# Regierung Jaroslav Krejčí
Die Regierung Jaroslav Krejčí, geführt vom Ministerpräsidenten Jaroslav Krejčí, war im Amt im unter deutscher Herrschaft stehenden Protektorat Böhmen und Mähren vom 19. Januar 1942 bis 19. Januar 1945. Sie folgte der Regierung Alois Eliáš und wurde ersetzt durch die Regierung Richard Bienert.

## Geschichte
Die Regierung Alois Eliáš pflegte geheime Kontakte zu der Tschechoslowakischen Exilregierung in London, weshalb Eliáš am 27. September 1941 durch die Gestapo verhaftet, formell als Ministerpräsident entlassen und später hingerichtet wurde. Gleichzeitig verfügte der neue Reichsprotektor Reinhard Heydrich den Ausnahmezustand. Krejčís Regierung war vollständig auf die Zusammenarbeit mit dem Deutschen Reich angewiesen. Die Interessen des Deutschen Reichs gegenüber der Protektoratsregierung und damit die eigentliche Regierungsgewalt im Reichsprotektorat übernahm der Reichsprotektor als direkter Vertreter Hitlers. Da das Protektorat knapp außer Reichweite alliierter Bomber lag, lieferte dessen Wirtschaft bis zum Kriegsende beinahe ungestört wichtige Kriegsgüter. Krejčís Nachfolger als Ministerpräsident wurde im Januar 1945 Richard Bienert.

## Regierungszusammensetzung
- Jaroslav Krejčí, Ministerpräsident und Justizminister (19.1.1942 – 19.1.1945)
- Richard Bienert, Innenminister (19.1.1942 – 19.1.1945)
- Josef Kalfus, Finanzminister (19.1.1942 – 19.1.1945)
- Walter Bertsch, Minister für Wirtschaft und Arbeit (19.1.1942 – 19.1.1945)
- Emanuel Moravec, Minister für Schulwesen und Volksaufklärung (19.1.1942 – 19.1.1945)
- Adolf Hrubý, Landwirtschaftsminister (19.1.1942 – 19.1.1945)
- Jindřich Kamenický, Minister für Transport und Technik (19.1.1942 – 19.1.1945)

### Parteizugehörigkeit
Im Protektorat waren alle politischen Parteien verboten und durch die Einheitspartei Národní souručenství (deutsch: Nationale Gemeinschaft) ersetzt, der alle Minister zwangsweise angehörten.